# 天津市人民政府驻外办事处
天津市人民政府驻外办事处，是中华人民共和国天津市人民政府的派出机构，该机构负责领导联络协调、招商引资、信息调研、对外宣传、接待服务以及服务驻地天津企业等相关事项。其行政首长均为天津市人民政府组成人员。目前，天津市人民政府设置9个驻外办事处。

## 历史沿革及管理形式
天津市人民政府驻外办事处自1982年建立以来曾主要进行过六次调整：
- 第一次调整：1982年11月至1994年10月期间，天津市人民政府在中华人民共和国范围内分三次建立了17个驻外办事处，分别为驻北京、驻上海、驻广州、驻深圳、驻珠海、驻海南、驻西安、驻福州、驻厦门、驻重庆、驻沈阳、驻广西、驻云南、驻新疆、驻黑龙江、驻山东和驻三峡地区办事处。其中，驻广西、驻云南、驻新疆、驻黑龙江和驻山东这五个驻外办事处在1996年之前分别由天津市对外经济贸易委员会和天津市电子仪表局负责组建及管理，驻三峡地区办事处由天津市人民政府经济协作办公室负责组建和管理，现在已经自然撤销。
- 第二次调整：1996年，成立天津市人民政府驻四川省办事处。天津市人民政府驻四川省办事处和天津市人民政府驻重庆市办事处实行两个办公地点、一个机构两块牌子。
- 第三次调整：1998年7月，天津市委和天津市人民政府决定将天津市人民政府驻北京市办事处划归天津市人民政府办公厅管理。
- 第四次调整：2001年，原天津市人民政府驻珠海市办事处和原天津市人民政府驻厦门市办事处这两个处级办事处分别合并到天津市人民政府驻广州市办事处和天津市人民政府驻福州市办事处并对外保留原来的牌子，天津市人民政府驻山东省办事处和天津市人民政府驻黑龙江省办事处两个办事处被裁撤。经过调整后保留了天津市人民政府驻北京市、上海市、广州市、沈阳市、重庆市、福州市、深圳市、西安市、海南省、广西壮族自治区、云南省、新疆维吾尔自治区和四川省这13个驻外办事处。
- 第五次调整：2003年，天津市人民政府驻新疆维吾尔自治区办事处更名为天津市人民政府驻乌鲁木齐市办事处，天津市人民政府驻云南省办事处更名为天津市人民政府驻昆明市办事处，天津市人民政府驻四川办事处更名为天津市人民政府驻成都市办事处，天津市人民政府驻深圳市、海南市、广西壮族自治区和重庆市办事处被裁撤。并保留天津市人民政府驻上海市、广州市、沈阳市、西安市和福州市办事处。
- 第六次调整：2005年，设立天津市人民政府驻济南市办事处，撤销天津市人民政府驻昆明市办事处。

中国共产党天津市委员会负责管理天津市人民政府驻外办事处的副局级以上领导干部任免工作，天津市人民政府经济协作办公室负责管理天津市人民政府驻外地办事处的具体事宜，还负责推动和指导办事处的招商引资和接待服务工作。

## 联系区域
目前，天津市人民政府负责管理的驻外办事处共有9个，分别是：
- 天津市人民政府驻北京办事处
- 天津市人民政府驻上海办事处：该办事处负责联系上海市、江苏省、浙江省和安徽省。
- 天津市人民政府驻广州办事处：该办事处负责联系广东省、广西壮族自治区和海南省。
- 天津市人民政府驻沈阳办事处：该办事处负责联系辽宁省、吉林省、黑龙江省。
- 天津市人民政府驻福州办事处：该办事处负责联系福建省、江西省。
- 天津市人民政府驻西安办事处：该办事处负责联系陕西省、甘肃省、宁夏回族自治区。
- 天津市人民政府驻成都办事处：该办事处负责联系四川省、重庆市、西藏自治区、云南省。
- 天津市人民政府驻乌鲁木齐办事处：该办事处负责联系新疆维吾尔自治区、青海省。
- 天津市人民政府驻济南办事处：该办事处负责联系山东省、河北省、山西省。

其中天津市人民政府驻上海办事处和天津市人民政府驻广州办事处为正局级单位，其他办事处均为副局级单位。天津市人民政府驻外办事处有编制共计108名，其中，行政编制有98名，事业编制有10名，在职人员有69人，离退休人员有92人。在离退休人员中，返回天津安置的并由天津市人民政府经济协作办公室代管的共计59人，在办事处驻地安置的并由办事处管理的共计33人。